# 紙膠帶

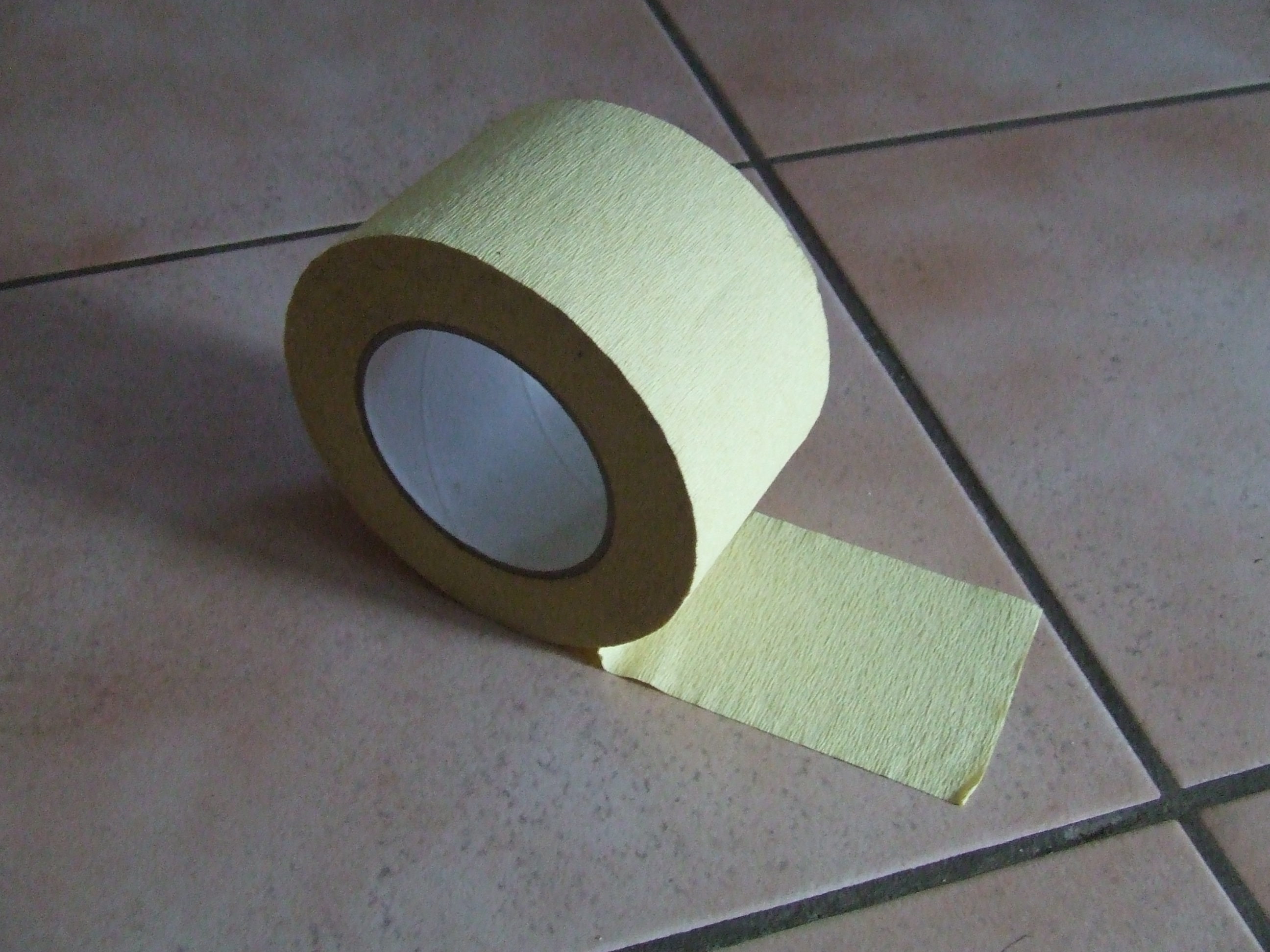

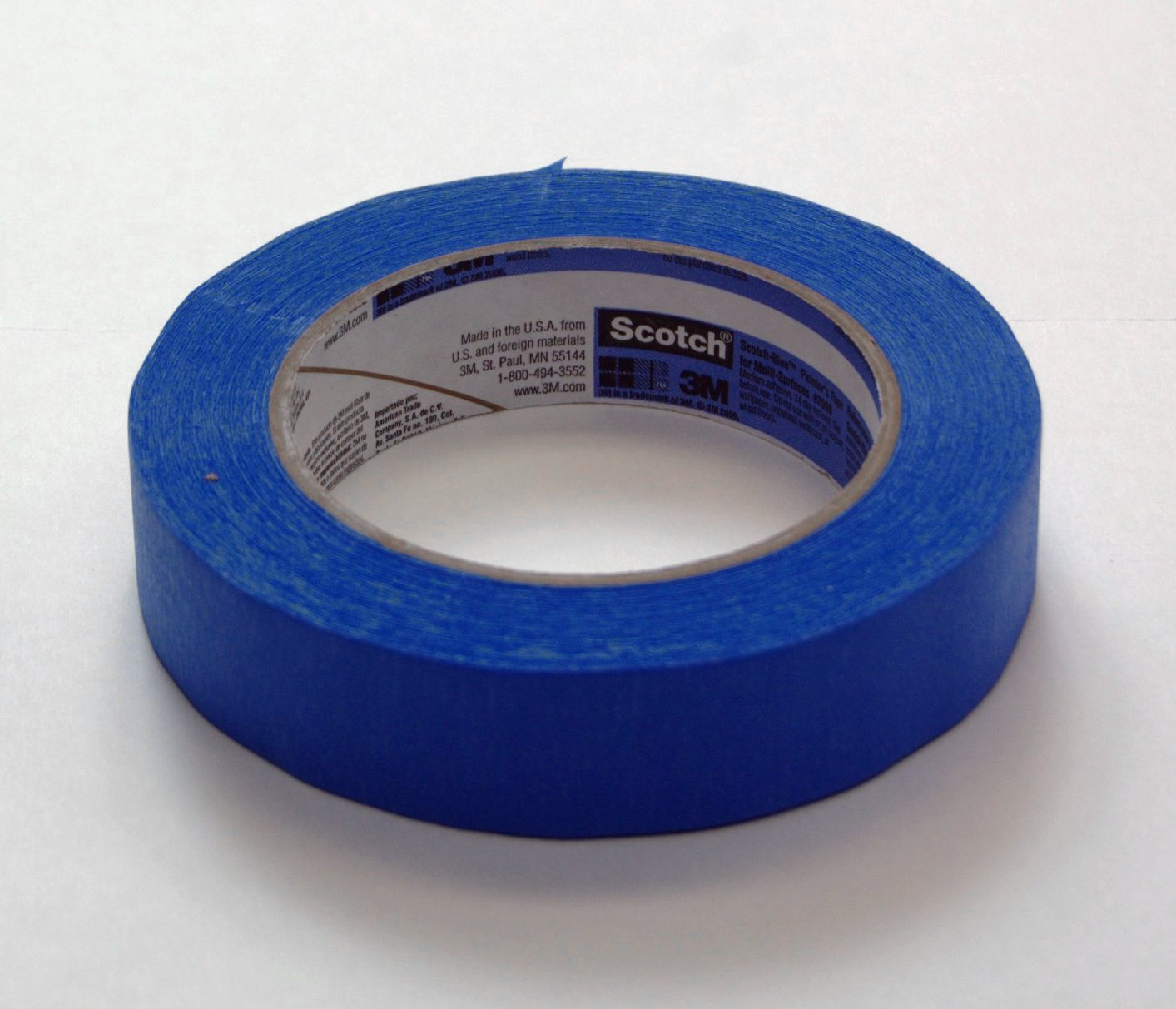

紙膠帶相較於一般膠帶，表面材料改為紙。通常黏性不強，因此優點就是撕下後絕不會有殘膠。現在紙膠帶普遍被製作有各種的花色。

## 歷史
在還沒有出現各種花色紙膠帶前，紙膠帶多為單色。
1. 被使用在避免顏料外溢（如：噴墨印刷、彩繪家具或油漆房屋時）。
2. 工程師們在電子產品上貼單據。

## 特性
- 紙膠帶黏貼在紙上，撕下來後不會造成紙張受損及破裂。
- 被紙膠帶貼過的物品包含牆面，撕下也都不會留下痕跡或殘膠。
- 可重複使用。
- 用手就可以撕斷。
- 可於表面書寫（原字筆、鉛筆等皆可）。

## 進一步閱讀
- "Pressure-Sensitive Adhesives and Applications", Istvan Benedek, 2004, ISBN 0-8247-5059-4
- "Pressure Sensitive Adhesive Tapes", J. Johnston, PSTC, 2003, ISBN 0-9728001-0-7